# Manuel de Almeida da Gama Lobo d'Eça
Marechal Manuel de Almeida da Gama Lobo Coelho d'Eça, barão com grandeza de Batovi, (Desterro, 15 de abril de 1828 — Desterro, 24 de abril de 1894), foi um militar e político brasileiro.
Filho de Maria Izabel de Almeida Gama d'Eça e de Joaquim de Almeida da Gama Lobo d'Eça Era sobrinho do barão de Saicã. Casou-se duas vezes: com Ana Pereira da Gama e Maria das Dores dos Campos.
Participou com distinção da Guerra do Paraguai, além de ter sido presidente da província de Mato Grosso, nomeado por carta imperial de 13 de janeiro de 1883, de 7 de maio de 1883 a 13 de outubro de 1884. Lutou nas guerras do sul, na Campanha contra Rosas, na luta contra Aguirre e na Guerra da Tríplice Aliança. Em 1891, já na República, foi graduado no posto de Marechal de Campo e voltou para a sua terra natal.
Envolveu-se na Revolução Federalista e, por conta disso, foi preso e sumariamente fuzilado a mando do então presidente e antigo amigo Floriano Peixoto, na Fortaleza de Anhatomirim. Uma vez o coronel Antônio Moreira César nomeado interventor do estado por Floriano, este reprimiu a revolta e promoveu o chamado "ajuste de contas", ordenando dezenas de execuções. Entre os mortos, estavam deputados estaduais e mesmo militares, como o Barão de Batovi, herói da Guerra do Paraguai, que morreu abraçado a seu filho.

## Títulos nobiliárquicos e honrarias
- Foi comendador da Imperial Ordem da Rosa e da Imperial Ordem de São Bento de Avis, além de oficial da Imperial Ordem do Cruzeiro.
- Barão de Batovi com honras de Grandeza: título conferido por decreto imperial em 28 de agosto de 1889. Faz referência ao antigo povoado gaúcho de São Gabriel do Batovi, mais especificamente de uma coxilha ou cerro chamado Batovi, devido aos seus préstimos militares na região.